# The Capital of Scandinavia

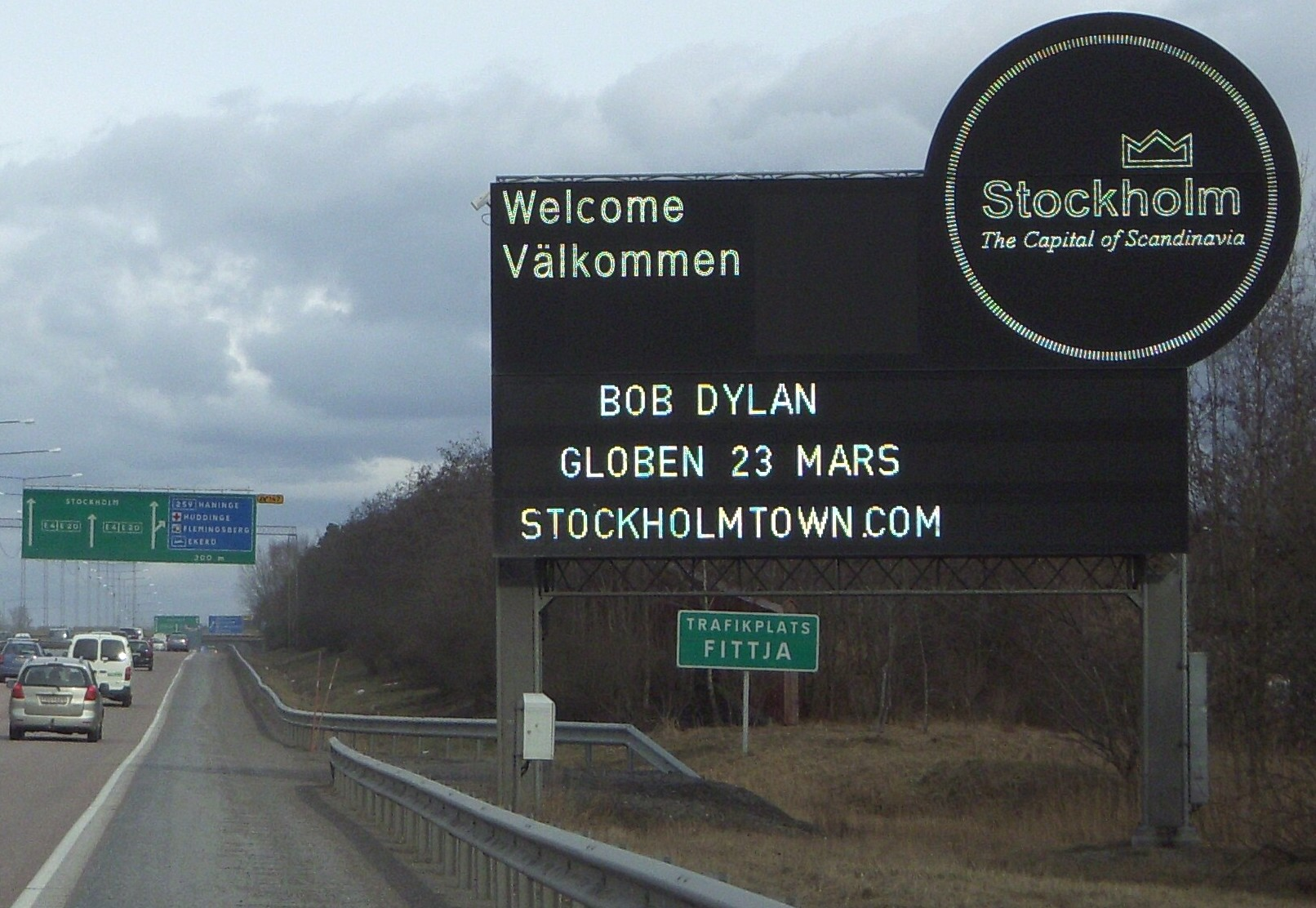
Skylt vid Södertäljevägen i höjd med Fittja, mars 2009

The Capital of Scandinavia är en varumärkesskyddad slogan som det kommunala bolaget Stockholm Business Region använder vid internationell marknadsföring av Stockholmsregionen, totalt 50 kommuner.
Denna slogan lanserades 2006 och ersatte då uttryck i turistreklamen som Nordens Venedig. Den är kontroversiell, eftersom den läst efter bokstaven gör anspråk på att Stockholm som Skandinaviens huvudstad också är huvudstad för Norge och Danmark. 
Ansvariga personer i Oslo, Köpenhamn och Skåne har framfört kritiska synpunkter på Stockholms val av slogan. Debatten blossade upp igen då Stockholm köpte reklamplats med denna slogan på namnbrickorna på en mässa i Frankrike 2012, och norska deltagare klippte bort uttrycket, som rubricerades som svenskskryt. Motiveringen var bland annat att Oslo är Norges enda huvudstad.
Uttrycket The Capital of Scandinavia" har marknadsförts med stöd av följande tre påståenden
1. Stockholm är "Skandinaviens naturliga mittpunkt"
2. Stockholm är "Skandinaviens ekonomiska centrum"
3. Stockholm är "Skandinaviens tongivande kulturstad"

Webbsidan med detta innehåll är emellertid inte aktiv, och den aktiva marknadsföringen av uttrycket synes 2018 ha upphört. Det förekommer dock på den logotyp för Stockholm som används av Stockholm Business Region.